# Lituania en los Juegos Olímpicos de Los Ángeles 2028
Lituania participará en los Juegos Olímpicos de Los Ángeles 2028. Responsable del equipo olímpico es el Comité Olímpico Lituano, así como las federaciones deportivas nacionales de cada deporte con participación.